# 曹肇
曹 肇（そう ちょう、生没年不詳）は、中国三国時代の人物。字は長思。魏の重臣である曹休の嫡子。弟は曹纂。子は曹興。豫州沛国譙県（現在の安徽省亳州市譙城区）の人。

## 生涯
太和2年（228年）、父の曹休が亡くなると、その後を継いだ。時勢に則した才幹の持ち主で、散騎常侍を経て、屯騎校尉に就任した。
景初2年（238年）、病に伏した皇帝の曹叡はまず、曹宇を大将軍に任命して後事を託し、曹肇も側近としてこれを補佐することになった。曹宇・曹肇は常に病床の曹叡に近侍していたがある時、相談事があってその場を離れた。この間隙を縫い、曹宇一派と対立関係にあった劉放・孫資は曹叡の下に駆けつけると、曹宇一派について讒言すると共に、後事は曹爽と司馬懿に託すよう勧め、その意向に沿った詔勅を出させた。事態は二転三転したが、最終的には曹宇一派が宮門から閉め出され、事態への対処に失陥があったとして、罷免された。
正始年間に没し、衛将軍を追贈された。子の曹興が後を継いだ。西晋の時代には孫の曹攄が高名を残し、『晋書』良吏伝に立伝されている。